# The Singles Collection (David Bowie)
The Singles Collection (in de Verenigde Staten bekend als The Singles 1969 to 1993) is een compilatiealbum van de Britse muzikant David Bowie, uitgebracht in 1993. Het album kent twee versies; een versie voor de Britse markt en een versie voor de Amerikaanse markt. Ondanks de naam van het album werden sommige nummers nooit uitgebracht op single. Op sommige edities werd een derde cd toegevoegd met slechts één nummer, namelijk "Peace on Earth/Little Drummer Boy", Bowie's duet met Bing Crosby uit 1977.

## Tracklist
Alle nummers geschreven door Bowie, tenzij anders genoteerd.

### Verenigd Koninkrijk
Van de nummers "Under Pressure", "Let's Dance", "China Girl", "Modern Love", "Absolute Beginners" en "Day-In Day-Out" werd de single-edit gebruikt.
CD 1
1. "Space Oddity" (van David Bowie, 1969) – 5:15
2. "Changes" (van Hunky Dory, 1971) – 3:35
3. "Starman" (van The Rise and Fall of Ziggy Stardust and the Spiders from Mars, 1972) – 4:18
4. "Ziggy Stardust" (van Ziggy Stardust) – 3:14
5. "Suffragette City" (van Ziggy Stardust) – 3:26
6. "John, I'm Only Dancing" (non-album single, 1972) – 2:47
7. "The Jean Genie" (van Aladdin Sane, 1973) – 4:07
8. "Drive-In Saturday" (van Aladdin Sane) – 4:30
9. "Life on Mars?" (van Hunky Dory) – 3:51
10. "Sorrow" (van Pin Ups) (Bob Feldman/Jerry Goldstein/Richard Gottehrer) – 2:54
11. "Rebel Rebel" (van Diamond Dogs, 1974) – 4:30
12. "Rock 'n' Roll Suicide" (van Ziggy Stardust) – 2:58
13. "Diamond Dogs" (van Diamond Dogs) – 6:04
14. "Knock on Wood (live)" (van David Live, 1974) (Eddie Floyd/Steve Cropper) – 3:03
15. "Young Americans" (van Young Americans, 1975) – 5:11
16. "Fame" (van Young Americans) (Bowie/John Lennon/Carlos Alomar) – 4:14
17. "Golden Years" (van Station to Station, 1976) – 4:00
18. "TVC 15" (van Station to Station) – 5:31
19. "Sound and Vision" (van Low, 1977) – 3:02

CD 2
1. ""Heroes"" (van "Heroes", 1977) (Bowie/Brian Eno) – 3:37
2. "Beauty and the Beast" (van "Heroes") – 3:33
3. "Boys Keep Swinging" (van Lodger, 1979) (Bowie/Eno) – 3:17
4. "DJ" (van Lodger) (Bowie/Eno/Alomar) – 4:00
5. "Alabama Song" (non-album single, 1980) (Bertolt Brecht/Kurt Weill) – 3:51
6. "Ashes to Ashes" (van Scary Monsters (and Super Creeps), 1980) – 4:24
7. "Fashion" (van Scary Monsters (and Super Creeps)) – 4:47
8. "Scary Monsters (and Super Creeps)" (van Scary Monsters (and Super Creeps)) – 5:11
9. "Under Pressure" (met Queen) (van Queen-album Hot Space, 1981) (Bowie/Freddie Mercury/Brian May/Roger Taylor/John Deacon) – 3:57
10. "Wild Is the Wind" (van Station to Station) (Dmitri Tjomkin/Ned Washington) – 6:01
11. "Let's Dance" (van Let's Dance, 1983) – 4:07
12. "China Girl" (van Let's Dance) (Bowie/Iggy Pop) – 4:16
13. "Modern Love" (van Let's Dance) – 3:56
14. "Blue Jean" (van Tonight, 1984) – 3:11
15. "This Is Not America" (met Pat Metheny Group) (van PMG-album The Falcon and the Snowman, 1985) (Bowie/Pat Metheny/Lyle Mays) – 3:47
16. "Dancing in the Street" (met Mick Jagger) (non-albumsingle, 1985) (Marvin Gaye/William "Mickey" Stevenson/Ivy Jo Hunter) – 3:10
17. "Absolute Beginners" (van Absolute Beginners soundtrack, 1986) – 5:37
18. "Day-In Day-Out" (van Never Let Me Down, 1987) – 4:11

### Verenigde Staten
Van de nummers "DJ", "Ashes to Ashes", "Fashion", "Loving the Alien", "Absolute Beginners" en "Day-In Day-Out" werden de singleversies gebruikt in plaats van de albumversies. Van de nummers "Space Oddity", "TVC 15", "Let's Dance", "China Girl" en "Modern Love" werd een speciale edit gemaakt, exclusief voor deze release. Van "Jump They Say" werd een radio-edit gebruikt. Van "Cat People (Putting Out Fire)" werd de soundtrackversie gebruikt.
Cd 1
1. "Space Oddity" – 3:35
2. "Changes" – 3:36
3. "Oh! You Pretty Things" (van Hunky Dory) – 3:15
4. "Life on Mars?" – 3:52
5. "Ziggy Stardust" – 3:16
6. "Starman" – 4:16
7. "John, I'm Only Dancing" – 2:49
8. "Suffragette City" – 3:29
9. "The Jean Genie" – 4:09
10. "Sorrow" (Feldman/Goldstein/Gottehrer) – 2:56
11. "Drive-In Saturday" – 4:30
12. "Diamond Dogs" – 6:07
13. "Rebel Rebel" – 4:31
14. "Young Americans" – 5:13
15. "Fame" (Bowie/Lennon/Alomar) – 4:18
16. "Golden Years" – 4:01
17. "TVC 15" – 3:46
18. "Be My Wife" (van Low) – 2:58
19. "Sound and Vision" – 3:06
20. "Beauty and the Beast" – 3:34

Cd 2
1. ""Heroes"" (Bowie/Eno) – 3:39
2. "Boys Keep Swinging" (Bowie/Eno) – 3:20
3. "DJ" (Bowie/Eno/Alomar) – 3:24
4. "Look Back in Anger" (van Lodger) (Bowie/Eno) – 3:09
5. "Ashes to Ashes" – 3:37
6. "Fashion" – 3:26
7. "Scary Monsters (and Super Creeps)" – 5:12
8. "Under Pressure" (met Queen) (Bowie/Mercury/May/Taylor/Deacon) – 4:05
9. "Cat People (Putting Out Fire)" (van Cat People soundtrack, 1982) (Bowie/Giorgio Moroder) – 6:46
10. "Let's Dance" – 4:10
11. "China Girl" (Bowie/Pop) – 4:18
12. "Modern Love" – 3:59
13. "Blue Jean" – 3:12
14. "Loving the Alien" (van Tonight) – 4:42
15. "Dancing in the Street" (met Mick Jagger) (Gaye/Stevenson/Hunter) – 3:17
16. "Absolute Beginners" – 5:39
17. "Day-In Day-Out" – 4:17
18. "Never Let Me Down" (van Never Let Me Down) (Bowie/Alomar) – 4:07
19. "Jump They Say" (van Black Tie White Noise, 1993) – 3:55